# Ethereum Classic
Ethereum Classic (ETC) — блокчейн-криптоплатформа разработки децентрализованных приложений на базе смарт-контрактов с открытым исходным кодом. Представляет собой децентрализованную Тьюринг-полную виртуальную машину, Виртуальную Машину Эфириума (EVM), которая может исполнять программы на публичных узлах сети. Ethereum Classic предоставляет валюту «Эфир» (Классический Эфир, Classic Ether, ETC), который может передаваться от одного участника сети другому и используется для оплаты вычислений, производимых публичными узлами сети, а также возможность создавать собственные цифровые активы (токены) на блокчейне Ethereum Classic. Эфир, оплаченный за произведенные вычисления, называется «Газ» (Gas). Газ служит не только для оплаты за произведённые вычисления, но и предотвращает DDOS-атаки на сеть.
Ethereum Classic появился как результат несогласия с принятым Ethereum Foundation «The DAO» (англ.) хард-форком. Он объединил членов сообщества Ethereum, которые отвергли DAO Hard Fork на философских основаниях, которые были изложены в Декларации независимости Эфириум Классик. Люди, которые имели на балансе ETH до момента ДАО хард-форка (1900000 блок) получили столько же ETC после совершения хард-форка.
Ethereum Classic прошел технический хард-форк, чтобы скорректировать внутренние цены для различных опкодов Виртуальной Машины Эфириума (EVM) 25 октября 2016, аналогично хард-форку, совершенному Ethereum неделей ранее. Целью хард-форка было более рациональное распределение оплаты ресурсоемких вычислений, что привело к ликвидации благоприятствующих условий для проведения атак, которые в течение месяца проводились на ETH и ETC. Хард-форк, проведённый в начале 2017, успешно отложил «бомбу сложности», заложенную в коде Ethereum с сентября 2015 с целью экспоненциально повышать сложность майнинга, процесса расчёта новых блоков сети. Следующий хард-форк запланирован на конец 2017 с целью изменить монетарную политику с неограниченной эмиссией на аналогичную биткойну.

## Разработка
В настоящий момент три команды разработчиков работают над клиентами Ethereum Classic. На момент 27 апреля 2017 68 % узлов сети работали на клиенте Parity и 32% Geth Classic. Наивысший хэшрейт сети был зафиксирован 2 декабря 2017 и составил 12,415 TH/s.

### Команда ETC Dev Team
ETC Dev team разрабатывает Geth Classic, написанный на языке программирования Go. Её возглавляет Игорь Артамонов (Splix). Команда состоит из шести оплачиваемых разработчиков Go и Rust. ETC Dev Team так же включает пять неоплачиваемых консультантов, стратегического аналитика и менеджера по маркетингу.

### Команда Ethereum Commonwealth
Ethereum Commonwealth разрабатывает ERC223, сервисы имен ECNS и DexNS, межсетевую систему отправки сообщений по адресам, кошелек ClassicEtherWallet и тестовые сети для разработки смарт-контрактов в сети ЕТС. Её возглавляет Dexaran, анонимный разработчик из сообщества Ethereum Classic. Так же команда занимается портированием и разработкой обновлений протокола Ethereum в сети Ethereum Classic таких как Raiden network, SWARM, виртуальная машина eWASM.

### Команда IOHK Grothendiek
IOHK работает над клиентом, написанном на Scala. IOHK возглавляет CEO Чарльз Хоскинсон, один из основателей Ethereum и Ethereum Foundation. Алан Макшерри в настоящее время является менеджером Grothendieck, в состав команды входят пять оплачиваемых разработчиков, а также менеджер и исследователь.

### Команда EthCore
Команда EthCore возглавляется Гэвином Вудом. Гэвин был соучредителем Ethereum вместе с Виталиком Бутериным и написал «Yellow Paper», официальную спецификацию для Ethereum. После ухода из Ethereum Foundation он основал EthCore и создал клиент Parity. Он написан на языке программирования Rust и является клиентом, поддерживающим блокчейны Ethereum Classic, Ethereum и Expanse.

### Децентрализованные приложения (DApps)
- Stampery — позволяет компаниям и частным лицам создать доказательство цифровых событий, и делать это не касаясь первоначальных данных. Больше нет потребности в третьих лицах, чтобы гарантировать то, что произошло в цифровом пространстве.
- DexNS (или Децентрализованный Сервис Имён) — децентрализованное приложение с интегрированной поддержкой кошельков, позволяющее присваивать адресам 'Имена' и использовать их вместо шестнадцатеричных адресов для совершения транзакций, доступа к контрактам.

### Алгоритм майнинга
После серии атак 51% на сеть Ethereum Classic в 2020 году сообщество рассмотрело вопрос об изменении базового алгоритма майнинга Ethash, чтобы не допустить того, чтобы цепочка проверки работоспособности меньшинства в алгоритме майнинга Ethash, где Ethereum доминирует над хешрейтом.
После оценки различных вариантов, таких как RandomX от Monero или стандартизированный SHA-3-256, в конечном итоге было решено удвоить продолжительность эпохи Ethash с 30 000 до 60 000, чтобы уменьшить размер DAG и не дать майнерам Ethash легко переключиться на майнинг Ethereum Classic. Этот модифицированный Ethash также называют обновлением ETChash или Thanos.

## Рыночная капитализация
В апреле 2017 рыночная капитализация Ethereum Classic (ETC) составила $456 миллионов, а в мае 2017 превысила $1,5 млрд. По состоянию на начало 2023 года, рыночная капитализация Ethereum Classic составляет $3 млрд.

## Атаки

### Повторные атаки форка TheDAO
20 июля 2016 года из-за зависимости от одних и тех же клиентов форк DAO создал повторную атаку, при которой транзакция транслировалась как в сети ETC, так и в сети ETH. 13 января 2017 года сеть Ethereum Classic была обновлена для устранения атак повторного воспроизведения транзакций. Теперь сети официально работают отдельно.

### Атака 51%
В январе 2019 года Ethereum Classic подвергся атакам с двойной тратой средств. С июля по август 2020 года Ethereum Classic подвергся большему количеству атак 51%.

### Обозреватели блоков
- Gas Tracker
- ETC Chain
- EtherHub

### Кошельки
- DexNS — Веб-интерфейс с открытым исходным кодом для работы с кошельками, позволяющий использовать их имена вместо адресов.
- My Ether Wallet — Веб-кошелек с открытым исходным кодом.
- Classic Ether Wallet — Веб-кошелек с открытым исходным кодом (версия MyEtherWallet)
- Classic Ether Wallet (Chrome Extension)
- Jaxx Wallet Архивная копия от 3 января 2018 на Wayback Machine — Web, Android, IOS, Desktop, Linux, Firefox и Chrome.
- Ledger Nano S — Аппаратный кошелек
- Geth Classic — Клиент/Кошелек
- EthCore’s Parity — Клиент/Кошелек